# Sponheimer Lettkaut
Koordinaten: 49° 51′ 37,2″ N, 7° 40′ 42″ O
Die Sponheimer Lettkaut ist ein Naturschutzgebiet im Landkreis Bad Kreuznach in Rheinland-Pfalz.
Das etwa 16 ha große Gebiet liegt in der Ortsgemeinde Sponheim in der Verbandsgemeinde Rüdesheim.
Die Unterschutzstellung erfolgt „wegen seiner geologischen Beschaffenheit, als Lebensraum seltener, in ihrem Bestand bedrohter wildwachsender Pflanzenarten und in ihrem Bestand bedrohter Tierarten sowie aus wissenschaftlichen Gründen.“
Die Lettkaut wurde in den vergangenen Jahrhunderten zum Abbau von Ton für umliegende Gemeinden wie Bockenau, Münchwald und Spabrücken genutzt. Von 1902 bis 1918 führte ein Anschlussgleis der Kreuznacher Kleinbahn vom Haltepunkt Daubacher Brücke zu den Tongruben. Nach Aufgabe des Tonabbaus füllten sich die Gruben mit Wasser und es siedelten sich seltene Amphibien wie die Geburtshelferkröte und Orchideen wie das Gefleckte Knabenkraut an.